# Stéréopsie

Visualisation simple du principe de stéréopsie avec un jeu d'échecs.

La stéréopsie, composé des mots grecs στερεός, qui signifie « ferme, dur » et ὄψις qui signifie « œil » ou « vision », est le processus permettant à un être humain ou un animal doué de vision binoculaire de percevoir son environnement en trois dimensions.
Chez l'être humain, le test de stéréopsie permet à l'ophtalmologiste et à l'optométriste de détecter si le patient est doté d'une bonne perception visuelle du relief et de la profondeur.

## Principe
Le système visuel des êtres vivants doués de vision binoculaire s’appuie sur les disparités horizontale entre les images projetées sur l'œil gauche et sur l'œil droit pour évaluer les distances et donc la notion de profondeur. Une certaine forme de mémoire visuelle permet à l'œil de conserver les données acquises durant un laps de temps de 50 à 70 millisecondes.
Les animaux prédateurs utilisent en particulier cette faculté de stéréopsie pour chasser. À cet égard, la forme de la pupille peut indiquer quel usage de la stéréopsie est fait par l'animal, et donc s'il est plutôt un prédateur ou une proie.

Principe de la stéréopsie
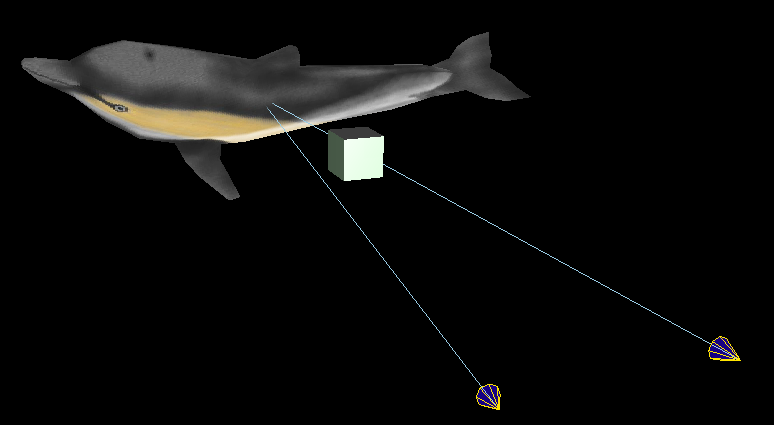
Les objets vus par chacun des deux yeux (symbolisés chacun par une des deux flèches).
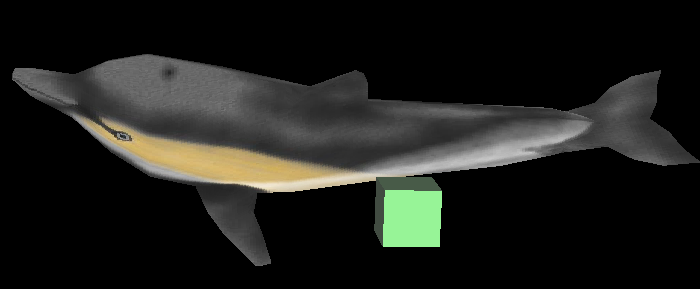
Vue de l'œil gauche.
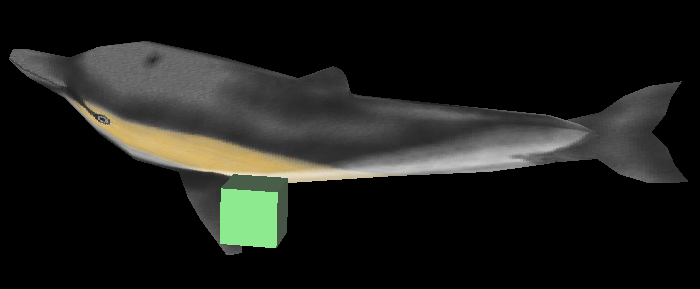
Vue de l'œil droit.
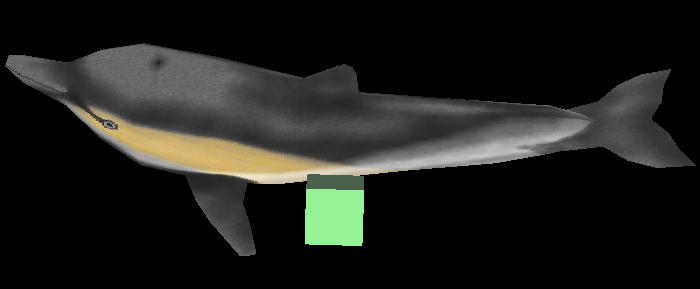
Vue composite créée par les images fournies par les deux yeux.
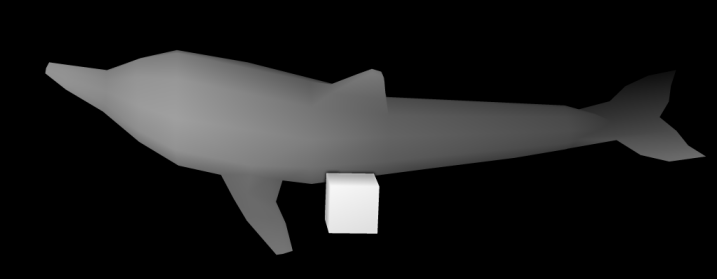
La distance de l'objet à l'observateur est ici représentée sur une échelle colorimétrique, les objets les plus proches étant les plus clairs.

## Troubles de stéréopsie
Il est estimé qu'environ un vingtième de la population humaine mondiale subit des troubles de la stéréopsie, ce qui complique les tâches de la vie quotidienne, comme la préhension ou plus encore la conduite automobile.